# Матан (Квебек)
Матан (фр. Matane) је град у Канади у покрајини Квебек. Према резултатима пописа 2011. у граду је живело 14.462 становника.

## Становништво
Према резултатима пописа становништва из 2011. у граду је живело 14.462 становника, што је за 1,9% мање у односу на попис из 2006. када је регистровано 14.742 житеља.
| 2006.  | 2011.  |
| ------ | ------ |
| 14.742 | 14.462 |